# Annabelle (Kartoffel)

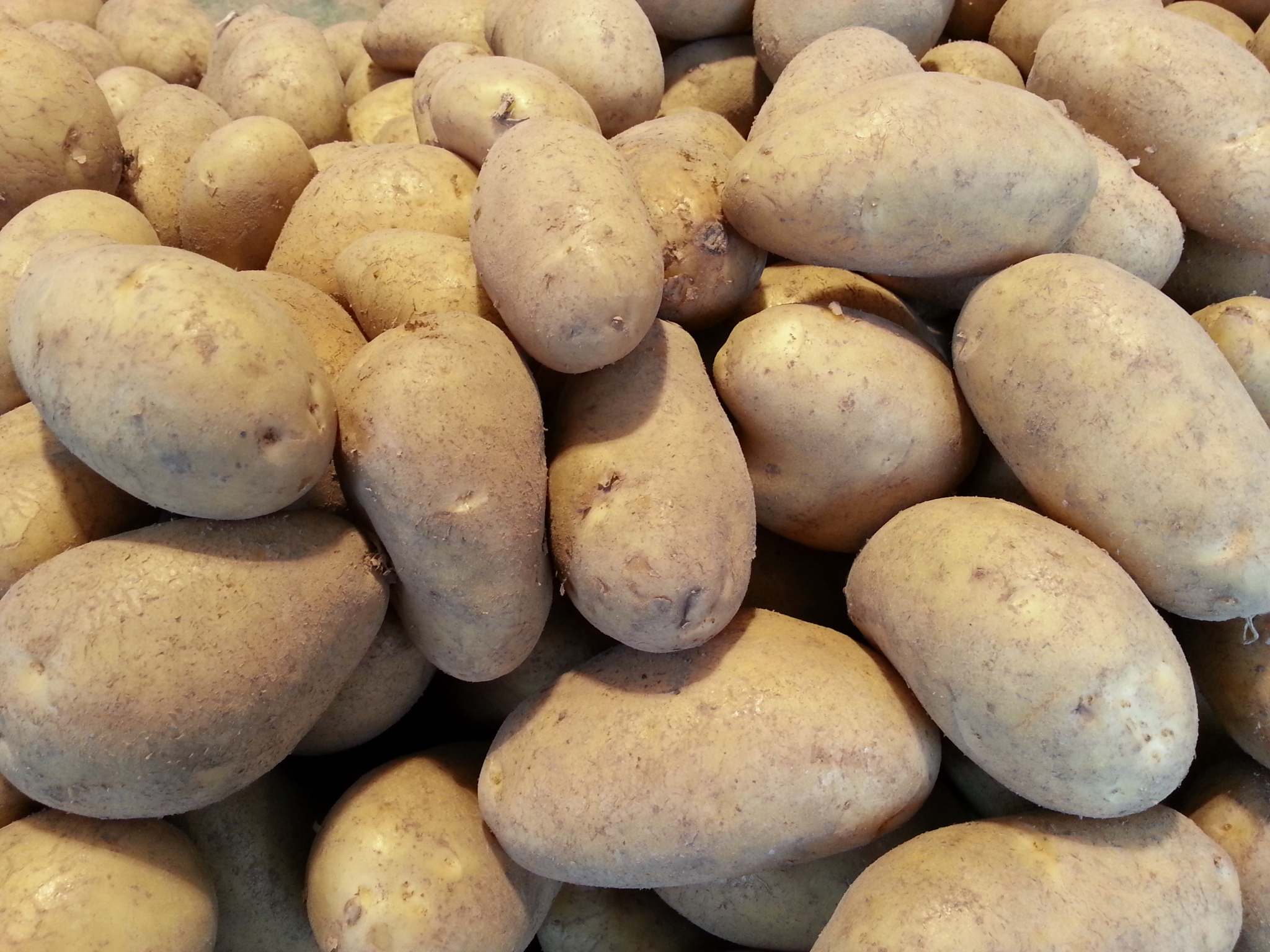
Kartoffeln der Sorte Annabelle

Annabelle ist eine frühreife, festkochende Kartoffelsorte mit langovalen Knollen. Sie entstand aus der Kreuzung Nicola x Monalisa. Die aus den Niederlanden stammende Kartoffel wurde 2002 zugelassen. Am deutschen Markt ist die Sorte Annabelle etabliert.
Gegen die Pathotypen Ro1, Ro2 und Ro3 des Gelben Kartoffelnematoden ist Annabelle resistent. Ebenso ist sie resistent gegenüber dem Blattrollvirus und Kartoffelschorf. Gegen Knollenphytophtora ist sie nur mäßig resistent. Zu beachten ist, dass manche Literaturquellen vom Einsatz des Herbizidwirkstoffs Metribuzin sowohl in Vorauflauf- als auch in Nachauflaufbehandlungen abraten.